# 나카지마 도시히코
나카지마 도시히코(일본어: 中嶋 聡彦, 1962년 8월 12일~2017년 9월 8일)는 일본의 남성 배우이자, 성우, 음향 감독이다.